# Hiroyuki Usui
Hiroyuki Usui (碓井 博行, Usui Hiroyuki, Fujieda, 4 augustus 1953) is een Japans voormalig voetballer die als aanvaller speelde.

## Clubcarrière
In 1972 ging Usui naar de Waseda-universiteit, waar hij in het schoolteam voetbalde. Nadat hij in 1976 afstudeerde, ging Usui spelen voor Hitachi. Usui veroverde er in 1976 de JSL Cup. Usui beëindigde zijn spelersloopbaan in 1988.

## Japans voetbalelftal
Hiroyuki Usui debuteerde in 1974 in het Japans nationaal elftal en speelde 38 interlands, waarin hij 15 keer scoorde.

## Statistieken
| Japans voetbalelftal | Japans voetbalelftal | Japans voetbalelftal |
| Jaar                 | Wed.                 | Dlp.                 |
| -------------------- | -------------------- | -------------------- |
| 1974                 | 2                    | 0                    |
| 1975                 | 0                    | 0                    |
| 1976                 | 1                    | 0                    |
| 1977                 | 4                    | 0                    |
| 1978                 | 14                   | 7                    |
| 1979                 | 9                    | 3                    |
| 1980                 | 5                    | 3                    |
| 1981                 | 0                    | 0                    |
| 1982                 | 0                    | 0                    |
| 1983                 | 0                    | 0                    |
| 1984                 | 3                    | 2                    |
| Totaal               | 38                   | 15                   |